# Dāvand
Dāvand (persiska: داوند) är en ort i Iran.   Den ligger i provinsen Östazarbaijan, i den nordvästra delen av landet, 400 km nordväst om huvudstaden Teheran. Dāvand ligger 1 796 meter över havet och antalet invånare är 221.
Terrängen runt Dāvand är lite bergig. Runt Dāvand är det ganska glesbefolkat, med 38 invånare per kvadratkilometer. Närmaste större samhälle är Tark, 16,3 km väster om Dāvand. Trakten runt Dāvand består i huvudsak av gräsmarker.